# 쩐투도
쩐투도(베트남어: Trần Thủ Độ / 陳守度, 1193년 ~ 1264년)는 대월 쩐 왕조의 실질적인 창시자이다. 통국태사(統國太師)로 추존되었다가 다시 상보태사(尙父太師)에 추증되고 충무대왕(忠武大王)에 추봉되었다.

## 생애
리 왕조의 제 8대 황제 혜종의 일족의 딸과 결혼하고, 자신은 외척으로서 많이 권력을 휘둘렸다. 1224년에는 혜종을 폐위시키고, 그의 차녀인 소황을 즉위 시켜고 리 왕조를 정권을 완전하게 차치하였다. 다음에는 1225년 혜종을 자살을 강요하고, 자신의 조카인 태종을 소황과 결혼시키고, 선양하는 방식으로 황위를 탈취하였다. 이 때, 소황과 그 언니와 이용상(李龍祥)을 제외한 이씨 일족은 진수도에 의해서 전원 살해되었다.
이렇게 하고 쩐 왕조를 건국한 진수도였지만, 태사로서 실권을 잡았지만, 세인으로부터 비난을 받는 것을 무서워하여 스스로 황제에 오르지 않았다. 또 대립하는 태종의 친형 쩐리에우를 실각시키고, 그 아들인 쩐흥다오의 미움을 샀다고 전해지고 있다.
사후 '통국태사'(統國太師)로 추존되었다가 다시 상보태사에 추증되고 충무대왕(忠武大王)에 추봉되었다.

## 평가
쩐투도가 리 왕조를 찬탈하여 쩐 왕조를 세우고, 또 그 후 혜종의 황후를 취한 것등의 행동에 대해서, 후세의 역사가는 엄격한 비판을 더하고 있지만, 한편으로 원래의 발흥을 앞에 두고 국정의 안정을 가져온 점을 평가하는 견해도 있다.